# Harry Dunlop
Harry Dunlop (Belfast, 15 ottobre 1876 – Belfast, 5 marzo 1931) è stato un ingegnere britannico.
Dopo aver lavorato per i cantieri Harland & Wolff di Belfast, nel 1907 partecipa alla spedizione Nimrod di Ernest Shackleton in Antartide come ingegnere capo della Nimrod.
Per il suo contributo alla missione è stato insignito della medaglia polare.
A lui è intitolata l'isola Dunlop nei pressi del ghiacciaio pedemontano Wilson e capo Dunlop entrambi in Antartide.